# Volia veža
Die Volia veža (polnisch Wołowa Turnia, deutsch: Ochsenrückenturm) ist ein Berg in der Hohen Tatra mit einer Höhe von 2373 m n.p.m. an der polnisch-slowakischen Grenze. Sie ist der achthöchste Berg in Polen.

## Lage und Umgebung
Unterhalb des Gipfels liegen die Täler Fischseetal mit dem Bergsee Czarny Staw pod Rysami im Norden (Polen) und Mengsdorfer Tal im Süden (Slowakei).
Der Ochsenrückenturm liegt im Hauptkamm der Tatra im Massiv des Ochsenrückens (Wołowy Grzbiet). Nachbargipfel sind der Froschseeturm (Żabia Turnia Mięguszowiecka), von der sie durch die Östliche Ochsenrückenscharte  (Żabia Przełęcz Mięguszowiecka) getrennt ist, und der von ihr durch die Grosse Ochsenrückenscharte (Wielka Wołowa Szczerbina) getrennte Hinzenseeturm (Hińczowa Turnia/Hincova veža).

## Etymologie
Der Name Volia veža lässt sich als Ochsenturm übersetzen. Der Name rührt daher, dass sich im Massiv des Wołowy Grzbiet befinden. Der deutsche Name Ochsenrückenturm verweist ebenfalls auf das Massiv des Wołowy Grzbiet, deutsch: Ochsenrücken.

## Besteigung
Die Erstbesteigungen erfolgten im
- Sommer: Katherine Bröske und Simon Häberlein, 11. September 1905
- Winter: Alfréd Grósz, 5. April 1913

Den Klettersteig im Stanisławski-Kamin in der Nordwand erschlossen am 3. September 1939 Wiesław Stanisławski und Zbigniewem Gieysztor.

## Tourismus
Die Volia veža liegt auf keinem markierten Wanderweg. Sie ist jedoch für Kletterer mit einer Genehmigung der Verwaltung eines der Nationalparks zugänglich. Als Ausgangspunkt für eine Besteigung eignen sich die Schutzhütten Schronisko PTTK nad Morskim Okiem und Schronisko PTTK w Dolinie Roztoki. Ihre Nordwand über dem Bergsee Czarny Staw pod Rysami ist ca. 400 Meter hoch. Nach Süden hin fällt der Hang dagegen relativ flach ab.

## Belege
- Zofia Radwańska-Paryska, Witold Henryk Paryski, Wielka encyklopedia tatrzańska, Poronin, Wyd. Górskie, 2004, ISBN 83-7104-009-1.
- Tatry Wysokie słowackie i polskie. Mapa turystyczna 1:25.000, Warszawa, 2005/06, Polkart ISBN 83-87873-26-8.